# Carlisle (Luisiana)

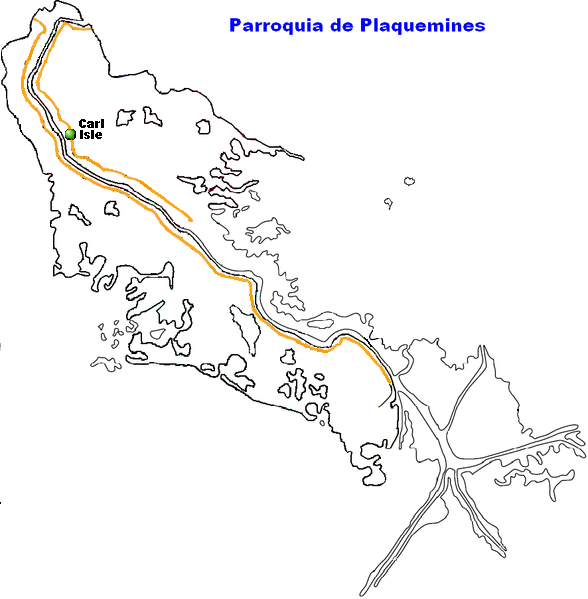
Localización de Carl Isle en el mapa de la parroquia de Plaquemines.

Carl Isle (o Carlisle) es una pequeña comunidad ubicada sobre el delta del Misisipi, dentro de la parroquia de Plaquemines, en el estado de Luisiana, Estados Unidos.

## Geografía
La localidad de Carl Isle se localiza en 29°41′12″N 89°57′44″O / 29.68667, -89.96222. Esta comunidad posee solo dos metros de elevación sobre el nivel del mar, convirtiéndola una zona proclive a las inundaciones. Su población se compone de menos de cincuenta habitantes. Esta comunidad se localiza a treinta y tres kilómetros de Nueva Orleans la principal ciudad de todo el estado, y a quinientos veinte kilómetros del aeropuerto internacional más cercano, el (IAH) Houston George Bush Intercontinental Airport.